# Amphinema physophorum
Amphinema physophorum är en nässeldjursart som först beskrevs av Uchida 1927.  Amphinema physophorum ingår i släktet Amphinema och familjen Pandeidae. Inga underarter finns listade i Catalogue of Life.